# Nymphon uniunguiculatum
Nymphon uniunguiculatum is een zeespin uit de familie Nymphonidae. De soort behoort tot het geslacht Nymphon. Nymphon uniunguiculatum werd in 1933 voor het eerst wetenschappelijk beschreven door Losina-Losinsky. 